# Euoplos spinnipes
Euoplos spinnipes là một loài nhện trong họ Idiopidae.
Loài này thuộc chi Euoplos. Euoplos spinnipes được William Joseph Rainbow miêu tả năm 1914.